# Fabrikhalle (Münchener Eggenfabrik)

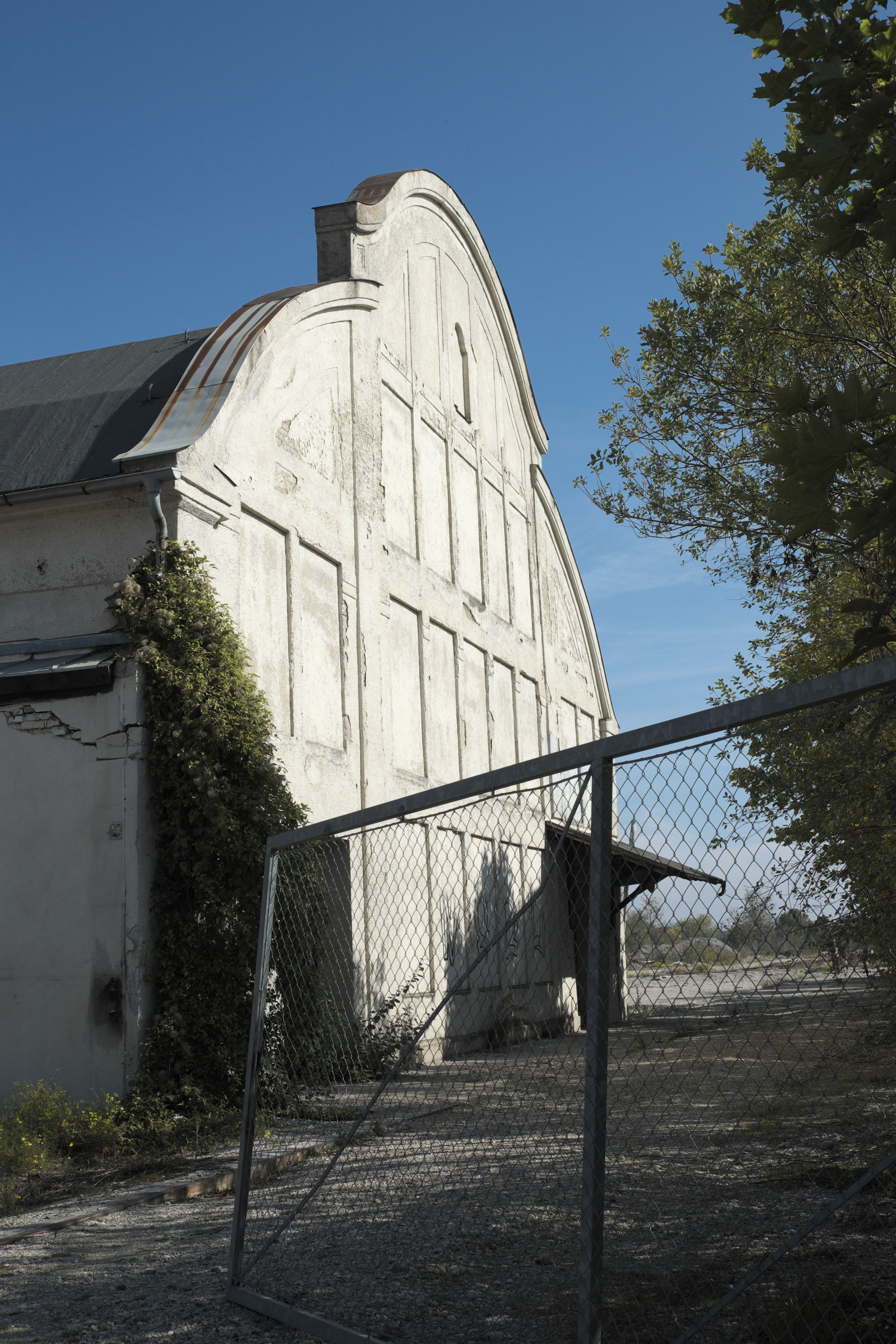
Fabrikhalle der Münchener Eggenfabrik (2015)

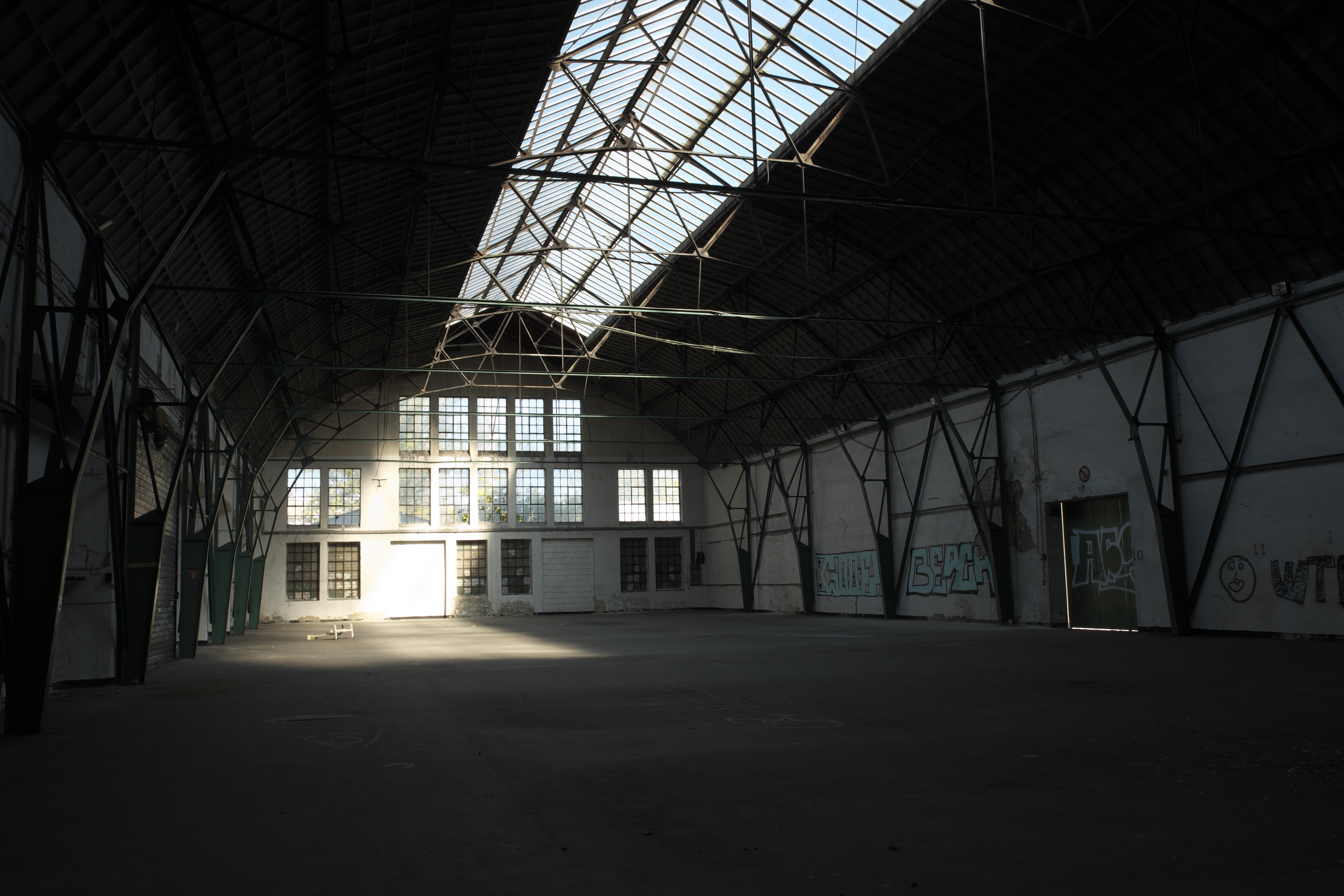
Innenansicht (2015)

Die Fabrikhalle der Münchener Eggenfabrik in Pasing wurde 1909/10 errichtet. Die Fabrikhalle an der Erna-Eckstein-Straße 19 (ehemals Hildachstraße, ehemals Parsevalstr. 17) ist seit 2008 ein geschütztes Industriedenkmal. Der Bau diente der „Münchener Eggenfabrik AG vorm. Fischer & Steffan“ später fusioniert mit der „Bayerischen Pflugfabrik AG Landsberg am Lech“ als Fertigungshalle für Agrargeräte.
Der langgestreckte Satteldachbau mit mehrfach geknicktem Dach und Schweifgiebelfassaden besitzt einen geometrisierenden Dekor. Die Tragkonstruktion besteht aus Eisenfachwerk und Betonkassetten.
Der seit vielen Jahren leerstehende Bau soll zu einer Actionsporthalle umgebaut werden.